# 沈富進
沈富進（1913年—1973年），臺灣雲林縣古坑鄉華山村龜仔頭人，臺語韻書《彙音寶鑑》編作者。

## 生平

### 自學
沈富進出生在雲林縣古坑鄉華山村龜仔頭，9歲喪母，家境貧困。他小學四年級即輟學，趁放牛時會臨摹墓碑、或拿線裝書逐字背誦；夜晚則在私塾外，觀看老師授課，自學四書五經等古籍。因當地早時有許多桂竹而盛行造紙業，他也從事造紙工作，進而接觸古書，在17、18歲時就能寫出好文章與字詞。
在臺灣日治時期，沈富進受日本警察監控。21歲的中秋夜，他應今嘉義縣梅山鄉龍眼村民眾之邀，寫出每句射一字的謎語「臭氣非關犬，人肩橫一枝，麒麟無鹿室，士子獻心機，禾穀多無厭，夭夭綠竹枝，萬人尊一主，富迫養豚兒」，答案為「自、大、其、志、移、笑、方、家」，被懷疑侮辱日本政府而拘禁29日，後被認為無反動之意才釋放。

### 立業
臺灣戰後時期，沈富進在1948年考取中醫師執照，於同年搬至梅山鄉。1949年，兩岸中斷，藥材來源大漲，常免費不收窮苦人醫藥費的他不想漲藥費，因而停止行醫，改作報社記者。1950年代，他辭去報社工作，於1954年成立「文藝學社」作文書工作、教導漢字、臺語。

### 成書
約1950年，沈富進開始編寫一本臺語韻書的計畫。他用《增補彙音》為基礎，除改良傳統的反切，並標教白話字，及漳腔、泉腔等白話語音；還採固定的四十五字作繫音；以八個字取其八音，吻合《說文解字》以字解字、以音解音的精神；並增補檢字索引及目錄來方便查詢。
為讓人「知字則知音、知音則知字」是十五音兼字彙合，沈富進取書名為「彙音寶鑑」，1953年，此書終於完成。他因寫書長時間沒工作，為印製出版只好借錢，卻竟遇到政府推行國語、禁說臺語政策，書本無法出版，為此氣憤，遂中風。

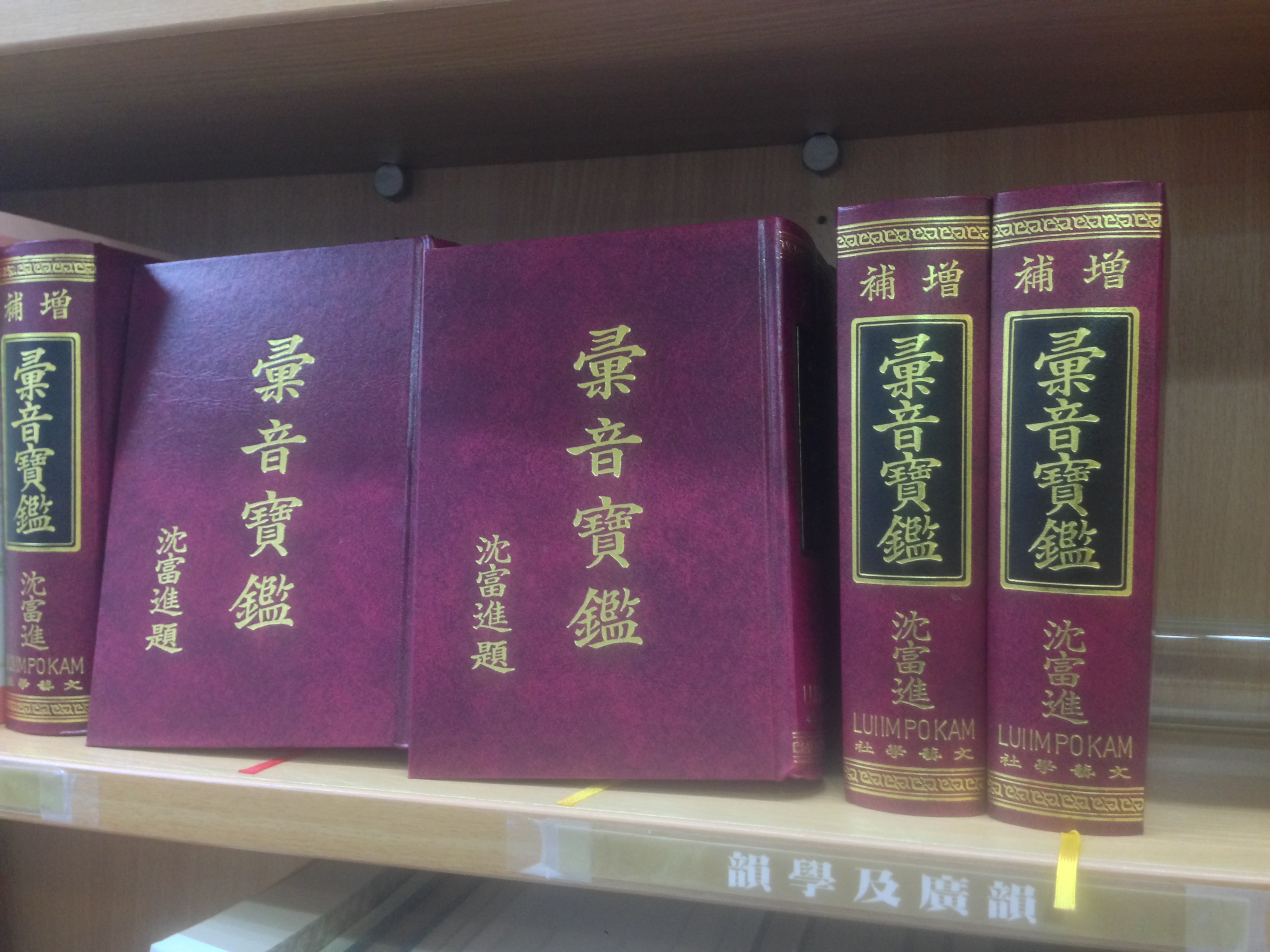
三民書局復北門市展示的《增補彙音寶鑑》。

沈富進編作與印行《彙音寶鑑》時，因正逢戒嚴時期與政府推行國語運動，屢被政府派人盤問寫書動機；他在鄉內或鄰近鄉鎮舉辦的「彙音寶鑑字母講習」也受到政府嚴密監控。經他近兩年努力，《彙音寶鑑》終究於1954年12月20日發行，卻出版不久就曾被查禁。
《彙音寶鑑》為臺灣戰後第一本臺灣人自己編的韻書，乃學臺語的著名工具書。初期發行時，銷路不佳，只有梅山地區的人購買，後來被臺語研究者認為是不可多得的字典，遂銷路漸好。如石萬壽就用此書為教材。亦為布袋戲藝人最常的參考用書。中視《龍山古譚》節目主講人許影人就說熟讀專研此書。
1973年，沈富進去世，留下年幼子女依靠此書經銷維持生計近二十年。

## 身後
沈富進曾任職警察廣播電臺總臺長的兒子沈伯陽表示，《彙音寶鑑》養育他們兄弟姐妹四人，當時家中生活很苦，母親周寶市和父親常為家計發愁，父親曾嘗試多種行業但總失敗，但辭典的收入維持家中生活的安定。他回憶父親窮得連印書的錢都是借來的。從1953年到1993年《民生報》報導時，已有三十多版。
到2003年1月的統計，《彙音寶鑑》已印47版，每刷發行3000到5000本，銷售總數超過20萬本，以一貫道、臺語誦經的寺廟採購最多；從政府實施母語教學後，銷路更佳。2007年，雲林縣西螺鎮文昌書局趙老闆表示，該書發行五十餘年來依然為暢銷工具書，隨著台灣本土意識愈發強烈，詢問該書的讀者愈來愈多。
古坑鄉華山社區發展協會將《彙音寶鑑》的內容繪在社區圍牆上，在2015年8月29日舉辦啟用儀式，更邀曾任古坑國民中學教務主任的沈富進之女沈凌綾講述她父親的撰寫歷程。當日近百位社區民眾參與，雲林縣縣長李進勇、古坑鄉鄉長黃意玲與雲林縣環境保護局局長曾春美等也到場。